# Mikaël Cherel
Mikaël Cherel (nascido em 17 de março de 1986, em Saint-Hilaire-du-Harcouët) é um ciclista de estrada profissional francês, que atualmente compete pela equipe Ag2r-La Mondiale.